# バーンケー区
バーンケー区（バーンケーく、タイ語: เขตบางแค）はタイ王国のバンコクの行政区の一つ。人口は約19万人。トンブリー側に位置する。パーシーチャルーン区、タウィーワッタナー区、タリンチャン区、バーンボーン区、ノーンケーム区と接している。区内にはバンケ－市場(ตลาดบางแค)、ザ・モールバンケー(เดอะ มอลล์ บางแค)などがある。